# جنك بركاني
جنك بركاني (الاسم العلمي:Junco vulcani) (بالإنجليزية: Volcano Junco)‏ هو نوع من الطيور يتبع جنس الجنك من فصيلة الدُرسات.